# Lehnitzschleuse
Die Lehnitzschleuse, auch Schleuse Lehnitz genannt, ist ein Schleusenbauwerk im deutschen Bundesland Brandenburg. Sie liegt nahe dem ehemaligen Konzentrationslager Sachsenhausen am östlichen Stadtrand von Oranienburg.
Die Schleuse verbindet die unterschiedlichen Wasserspiegelhöhen der Haltung der Havel-Oder-Wasserstraße zwischen der Schleuse Spandau, dem verbindenden Hohenzollernkanal und der Scheitelhaltung bis zum Schiffshebewerk Niederfinow miteinander. Sie ist die verkehrsreichste Schleuse für die Berufsschifffahrt an der Havel-Oder-Wasserstraße.

## Die Schleusen

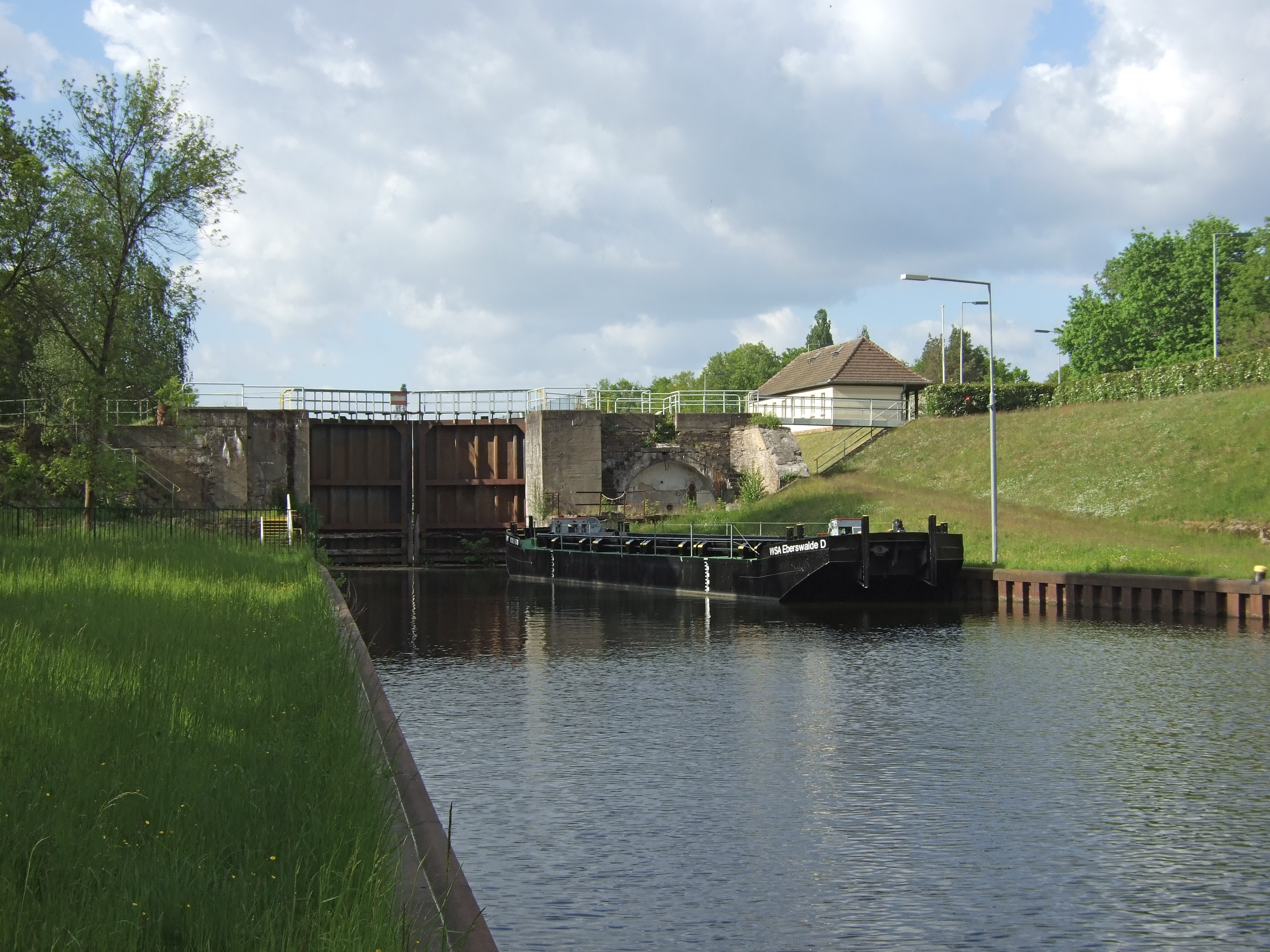
Südtor der alten Schleuse

Die unter der Bezeichnung Großschiffahrtsweg Berlin-Stettin ausgeführte Westlinie der Havel-Oder-Wasserstraße beginnt in Berlin-Plötzensee. Zu ihr gehört unter anderem die Schleusenanlage Lehnitz. Die Lehnitzschleuse (Lehnitz I) wurde 1910 erbaut. Sie erhielt eine Gesamtlänge von 85 Meter und eine nutzbare Länge von 80 Meter. Bei einer Breite von 10 Metern konnten gleichzeitig vier Finow-Maßkähne die Schleuse passieren. Die Fallhöhe von im Mittel 5,65 Meter fasste dabei die früheren Kanalstufen der Schleuse Pinnow, der Schleuse Sachsenhausen und der Schleuse Malz der Vorgängerwasserstraßen zusammen. 
Die Schleuse entstand einige hundert Meter nördlich des vorher nicht von der Havel durchflossenen Lehnitzsees. Bei der Anlage der Schleuse wurde das Grundstück für einen zu erwartenden Erweiterungsbau bereits reserviert. In der Zeit des Nationalsozialismus wurde bei den Vorbereitungen zum Bau der Reichshauptstadt Germania diese Wasserstraße für besonders wichtig erklärt. So wurde die alte Lehnitzschleuse durch eine zweite Schleusenkammer (Lehnitz II, 1940 fertiggestellt) erweitert. Sie ist 11,92 Meter breit und hat eine nutzbare Kammerlänge von 125,00 Meter. Ein Schleusenvorgang dauert in der neuen Schleuse rund 15 Minuten, eine Kreuzungsschleusung rund 40 bis 45 Minuten. Beim Bau der Schleuse Lehnitz II wurden, wie im nahegelegenen Klinkerwerk Oranienburg, auch Häftlinge des Konzentrationslagers Sachsenhausen eingesetzt.
Die alte Schleuse (Lehnitz I) wurde 1989 stillgelegt und das obere Tor durch Erdaufschüttung verschlossen und gesichert.

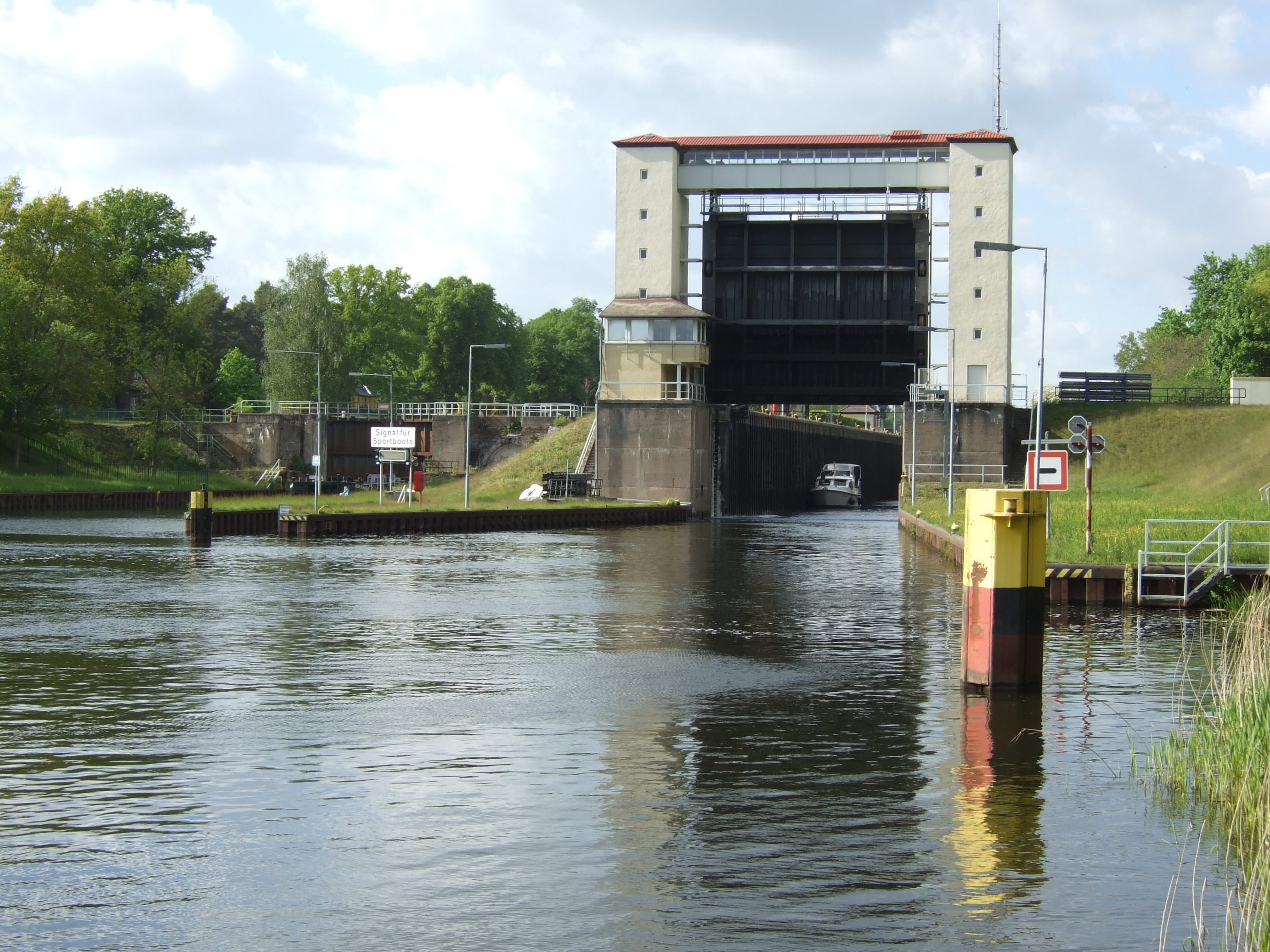
Das südliche Tor der neuen Schleuse wird zum Öffnen hochgezogen
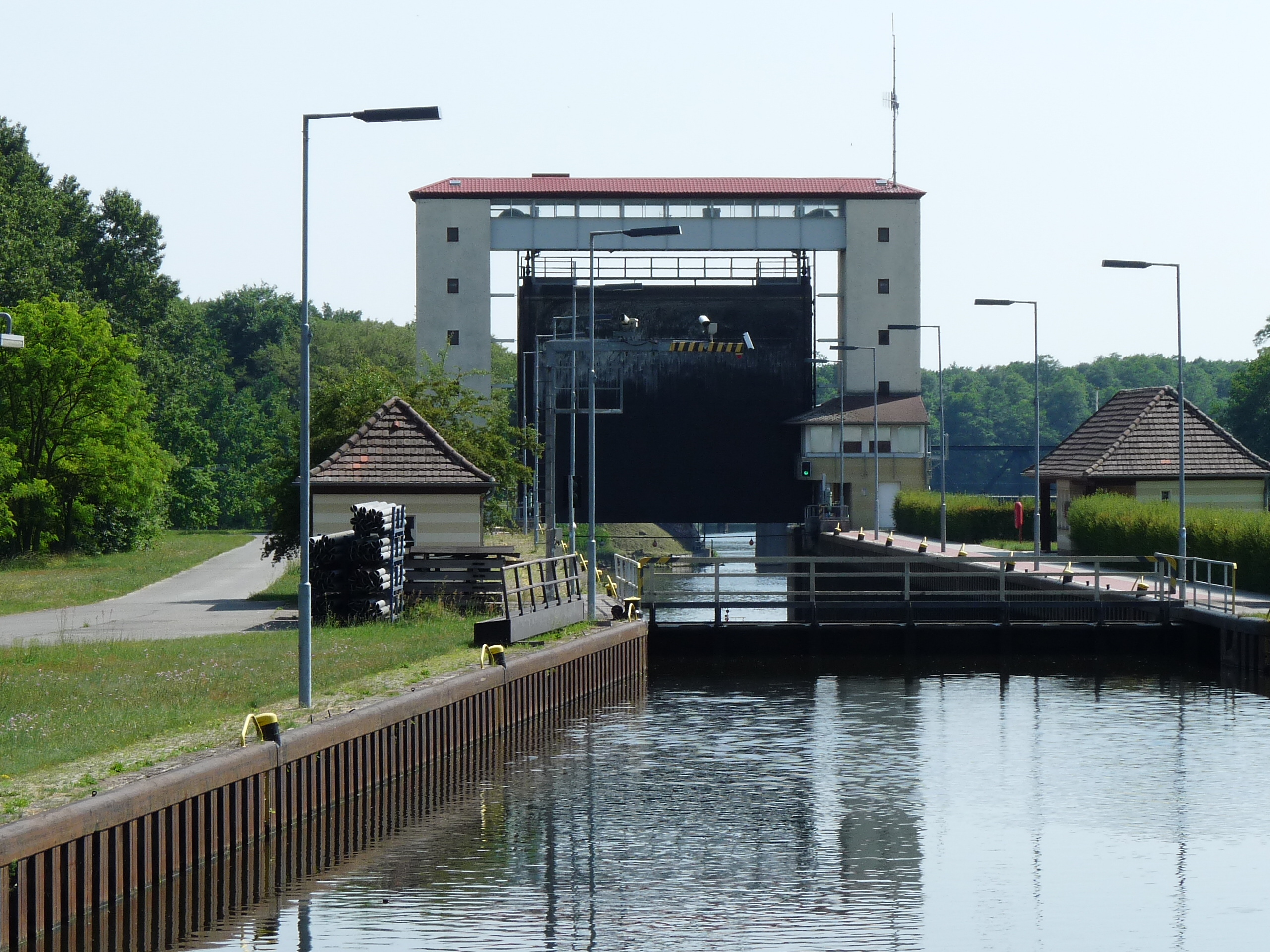
Blick vom Oberwasser auf die neue Schleuse
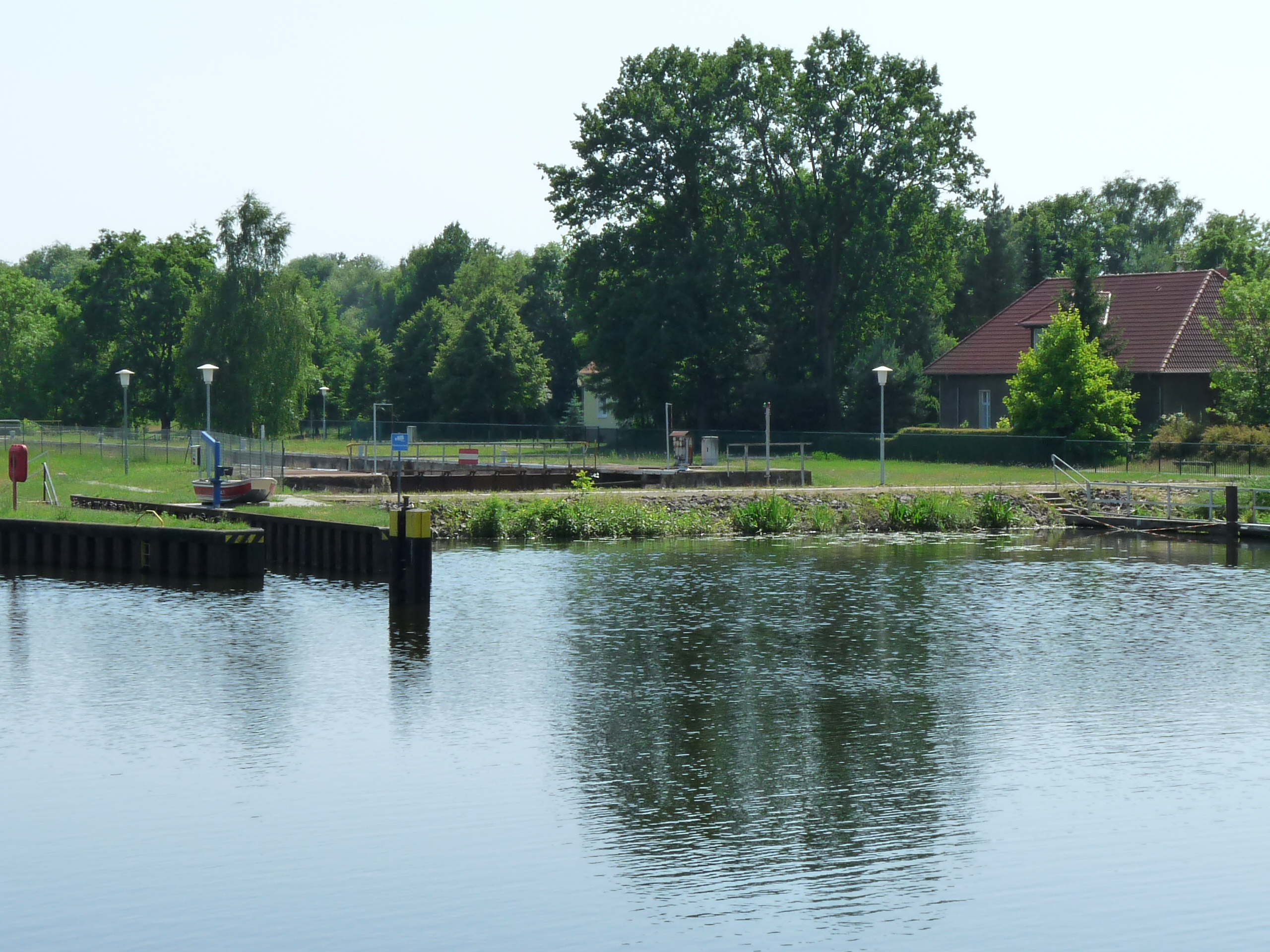
Erdwall im Oberwasser vor der alten Schleusenkammer

## Verkehrsaufkommen
Im Jahr 2005 wurden Waren mit einer Masse von 2.878.504 t geschleust. Dieser Wert verringerte sich 2006 auf 2.609.110 t und 2007 auf 2.332.461 t. Erst 2008 stiegen die geschleusten Waren wieder auf 2.503.587 t, bevor sie im Zuge der Finanz- und Wirtschaftskrise 2009 wieder auf 1.652.444 t sanken. In diesem Jahr wurden 21.160 Wasserfahrzeuge geschleust, davon 11.180 Sportboote und 6.292 Güterschiffe. Im Jahr 2010 passierten 19.288 Wasserfahrzeuge die Schleuse, davon 10.078 Sportboote und 5.987 Güterschiffe. Im Jahre 2014 wurden 1.543.091 Tonnen an Gütern in 5.482 Güterschiffen geschleust. Dazu kamen 10.784 Sportboote und 242 Fahrgastschiffe.